# Zakrzywiec
Zakrzywiec (ukr. Закривець, Zakryweć) – wieś na Ukrainie w rejonie lwowskim (do 2020 roku w rejonie żydaczowskim) obwodu lwowskiego.